# Maurice Mathieu
David Maurice Joseph Mathieu de La Redorte, comte Mathieu de Saint-Maurice més tard de La Redorte, fou un general francès, nascut a Saint-Affrique (Aveyron) el 20 de febrer de 1768, i mort a París l'1 de març de 1833. Es casà amb Rose Clary (1764-1835), cunyada del rei Josep Bonaparte. El nom del general Maurice Mathieu és inscrit al costat Oest de l'Arc de Triomf a París.
El 1783, als quinze anys, en acabar els estudis, va entrar com a cadet al Regiment Suís de Meuron i el mateix any va partir vers el Cap de Bona Esperança. El 1786 va passar a la Legió Francesa de Luxemburg on fou promogut sotstinent, servint a l'Índia. Va tornar a França el 1789, on el seu regiment va ser llicenciat i ell va abandonar el servei, que no va reprendre fins al 1792.

## Guerres de laPrimera Coalició1793-1797
El 1792 va entrar com a capità al Primer Regiment de Dragons del qual era coronel son oncle, Monsieur de Muratel, cavaller de l'Orde de Sant Lluís. Quan aquest va ser promogut a mariscal de camp, el va nomenar el seu ajudant.
El seu regiment fou inclòs dins l'Exèrcit del Rin, i el 5 d'agost del 1792, es va distingir en un combat a Anhem prop de Landau i més tard a la batalla de Valmy. Feu les campanyes del 1793, 1794 i 1795 als exèrcits del Mosel·la i del Sambre-et-Meuse on va ser adjunt a l'estat major del general Chapsal. Fou nomenat ajudant de general el 25 de pradial del 1795.
Passà a l'estat major de Macdonald en l'Exèrcit del Nord als Països Baixos el 8 de desembre. Manà l'avantguarda del cos d'exèrcit encarregat del bloqueig de Magúncia.

## Guerres de laSegona Coalició1798-1801
Després del Tractat de Campo Formio, el 1797, s'incorporà a l'Exèrcit d'Itàlia sota les ordres de Championnet. Durant la campanya que aquest exèrcit duia a terme contra les tropes napolitanes de Ferran I de les dues Sicílies, Maurice Mathieu al front d'una columna de 2.500 homes vencé prop de la vila de Terracina un cos d'exèrcit napolità de 10.000 homes. A dia següent a l'arribada a la vila, els habitants amagats als aiguamolls i als boscs feren foc sobre les tropes franceses i poloneses. L'11 d'agost Mathieu s'apoderà de la vila. De resultes d'aquesta acció, per decret del 23 de Fructidor, el Directori li va atorgar el grau de general de brigada.
Fou destinat a la divisió Macdonald el novembre. En aquestes noves funcions, s'apoderà de manera successiva de Vignanello (2 de desembre), de Magliano, (5 de desembre) i del camp d'una divisió napolitana. Però, l'ocupació d'Otricoli, ciutat situada més enllà de Borghetto, que comprometia les comunicacions de l'exèrcit francès, Championnet va encarregar-la a Macdonald, que va al seu torn va confiar la direcció de l'atac principal al general Mathieu. Conquerí Calvi, Genzano, Cisterna, Piperno, Prossedi, Frosinone, Céprano, el 27 de desembre, on la rereguarda enemiga estava situada en una alçada que dominava aquesta ciutat i, finalment, l'endemà prengué el pont sobre el Garigliano.
Després d'alguns dies de descans a Roma, d'on havien fet fóra els napolitans, el 3 de gener de 1799, acompanyà Macdonald durant el setge de Càpua. En apropar-se a les muralles de la vila al front de la seva brigada, fou ferit al braç per la metralla dels canons.

## 1800–1805
Entre 1800 i 1805 va ser destinat a diversos llocs dins de França. El 30 de desembre 1800 va ser nomenat general de divisió. El 25 de Pradial de l'any XII va ser gran oficial de la Legió d'Honor i un decret del 25 de Floreal del mateix any ho va fer president del col·legi electoral de l'Aveyron.

## Guerres de laTercera Coalició
El 1805, sota les ordres del mariscal Augereau passà a comandar la 2a divisió del 7è Cos de la Grande Armée, encarregada de fer fora del Tirol el cos d'exèrcit austríac del general Franz Jellachich. Els austríacs encerclats en les posicions que ocupaven, pels exèrcits dels mariscals Augereau i Ney, es rendiren. El 14 de novembre, a Feldkirch, el general Mathieu i el major general Woffskell signaren les condicions de capitulació que permeteren als austríacs retirar-se a Bohèmia.
Va fer les campanyes de Prússia i Polònia, el 1806 i 1807. Napoleó li atorgà la creu de Cavaller de la Corona de Ferro el 6 de desembre de 1807, i l'elevà al rang de comte de l'Imperi.
Destinat novament a Itàlia, va substituir al general Reynier a Calàbria i preparà una expedició a Sicília, el 28 de febrer de 1808.

## Guerra del Francès
El 25 d'octubre de 1808, dins l'exèrcit d'Espanya sota les ordres del mariscal Moncey, serví al combat de Lerín. El 23 de novembre va ser ferit a la batalla de Tudela al front d'un regiment del Vístula. El 24 de novembre, fou designat comandant de la 2a divisió d'infanteria del 6è Cos de l'exèrcit d'Espanya sota el mariscal Ney al lloc del general Lagrange. El 29 de novembre, les seves tropes venceren al general Venegas al combat de Bubierca, prop de Calataiud, on es controlava el pas cap a Castella des de l'Aragó.

### Governador Militar de Barcelona
Ennoblit com a comte de l'Imperi el 26 d'abril de 1810. A l'agost fou enviat a Catalunya com a governador militar de Barcelona, a les ordres del mariscal Macdonald; però eixamplà les seves atribucions i esdevingué, de fet, el veritable cap de l'ocupació francesa.
Ambdós estaven d'acord que convenia donar una aparença de sana administració, en el moment que començaven a advertir-se en el poble català símptomes evidents de descoratjament i cansament pel desenvolupament de les operacions bèl·liques. El comte Mathieu emprà mètodes conciliadors i procurà de normalitzar la vida ciutadana. Va arribar a la ciutat el 13 d'agost, però, es presentà en públic per primera vegada en el tedèum que va cantar-se en la Catedral el dia 15, festivitat de Sant Napoleó, començant la seva comesa amb la concessió d'un indult a 27 presos per delictes de rebel·lió.
Restablí l'Ajuntament afrancesat de Barcelona, però, tenint-ne cura en adjuntar-li un interventor francès: Monsieur Laferrière, amb la missió d'exercir un control molt rigorós. Hom feu una aparent restauració del castellà per tal de facilitar l'establiment del francès com a llengua oficial. Altrament és possible que els adversaris que Augereau tenia en els rengles afrancesats de Catalunya, Antoni de Ferrater al davant de tots ells. veiessin en la rehabilitació de l'idioma català una de les tantes disposicions del duc de Castiglione que calia suprimir per esborrar-ne el record, puix ni Macdonald ni cap altre dels generals francesos, demostraren cap animadversió especial vers el català. Les actes del l'Ajuntament continuaren redactant-se en català durant uns dies fins que, després d'una entrevista del general Mathieu amb l'intendent Luppé, van tornar a ser publicades en castellà. El "Diari de Barcelona" també va ser imprès en castellà, en gran format i amb l'escut imperial gravat a la capçalera.
A l'octubre de 1810 reorganitzà la Junta de Comerç, incloent-hi representants de les cases comercials estrangeres establertes a la capital. Autoritzà la reobertura del seminari i el retorn del clergat regular, amb limitacions; reformà el sistema judicial i el tributari, d'acord amb el model francès, i creà nous tributs. Feu subvencionar el Teatre de la Santa Creu, per tal que restàs obert, i reprimí el bandolerisme. La maçoneria arrelà àdhuc entre els afrancesats locals amb la constitució d'una lògia, «El Triomf de l'Amistat».
Amb l'allunyament dels camps de batalla hi hagué durant aquest període una reactivació del tràfic mercantil. Fou organitzat l'ensenyament primari. Cap al mes de març de 1811, hi va haver un complot organitzat per lliurar als espanyols el castell de Montjuïc.

### Comandant superior de laBaixa Catalunya
El gener del 1812 el Principat fou annexat a l'Imperi Francès, i s'implantà el règim civil francès, en principi ben rebut per la població. Barcelona esdevingué la capital del departament de Montserrat, Mathieu fou reduït a les funcions militars estrictes i nomenat comandant superior de la Baixa Catalunya. El 24 de gener de 1812, junt amb el general Lamarque, va vèncer al combat d'Altafulla a les tropes del Primer Exèrcit que manava el baró d'Eroles. El 28 de juliol va prendre Montserrat on la Junta Superior de Catalunya s'havia establert feia mesos; els espanyols van fugir i el general Mathieu ordenà a les seves tropes que arrasessin el lloc. Al desembre vencé en un combat al Congost.
El 17 de maig el 1813 fou derrotat a La Bisbal del Penedès per les tropes dels generals Francisco de Oliver-Copons i Josep Manso i el 15 de juny participà en el sorprenent alliberament de la brigada italiana del general milanès Bertoletti, encerclada per anglesos i espanyols dins la ciutat de Tarragona.

## Retorn a França
Autoritzat a retornar a França el 2 de novembre de 1814, es fa cap d'estat major de Josep Bonaparte a París el 7 de gener de 1814, quan serveix per a la defensa de París, el 30 de març. El maig de 1814 fou nomenat Inspector General d'Infanteria en les 20a i 12a divisions militars.

## Larestauració dels Borbonsi els Cent-Dies
S'afanyà a adherir-se a la decadència de l'Emperador i acceptà la restauració dels Borbons de França. Nomenat cavaller de Sant Lluís l'1 de juny, i alguns dies després Inspector General d'Infanteria en les 10a i 12a divisions militars, Napoleó el va utilitzar, no obstant això, durant el seu regnat dels Cent-Dies. El 10 de novembre de 1814 fou nomenat Cavaller del Mèrit Militar, i el 5 d'abril comandant la 10a divisió militar a Tolosa de Llenguadoc.
Es retirà a les seves terres el 4 d'agost de 1815. I fou fet comte de La Redorte el 9 d'abril de 1817, parell de França el 1819 i rebé la gran creu de la Legió d'Honor, el 1820. El comte Mathieu de La Redorte va votar constantment amb la minoria constitucional de Luxemburg. És posat en disponibilitat el 30 de gener de 1822.
Nomenat membre de la comissió de defensa del regne que no va ser formada, el 30 de juliol de 1823; autoritzat a portar les decoracions de comanador de l'Ordre de l'Espasa de Suècia i de cavaller de la Corona de Ferro d'Àustria l'abril de 1824.
El 1830, va prestar jurament a la nova reialesa; però, pretextant la seva invalidesa per negar-se a formar part de l'executiu de reserva, va prendre la seva jubilació l'any següent el 8 de gener de 1831, i va morir l'1 de març de 1833 a París.